# Рекреаційні ресурси Чернігівської області
Рекреаційні ресурси Чернігівської області — об'єкти, явища і процеси природного та антропогенного походження, які розташовані на території Чернігівщини та використовуються або можуть бути використані для розвитку рекреації і туризму.

## Наявний потенціал
Чернігівська область — одна з областей України, яка має великий туристично-рекреаційний потенціал. Значна кількість об'єктів та територій природно-заповідного фонду, помірно-континентальний клімат, багаті запаси цілющих мінеральних вод, різноманітна флора і фауна, значна кількість природних і рукотворних пам'яток створюють сприятливі умови для лікування та відпочинку на цій території.

## Природно-рекреаційні ресурси
Територія Чернігівської області багата флорою і фауною, славиться своїми сосново-дубовими лісами, великими мисливськими та рибальськими угіддями. Лікувальні багатства області: великі запаси цілющих мінеральних вод, а також єдине в Україні родовище лікувального мінералу біоліту.
Рекреаційні угіддя займають більш ніж 20 % території регіону. Значна їх частина розташована у Козелецькому, Чернігівському і Новгород-Сіверському районах. Територія Чернігівщини містить близько 13 санаторіїв та будинків відпочинку, дитячі табори, водні станції, пляжі, лісопарки, 58 санаторно-курортних закладів, влітку працюють 372 дитячі оздоровчі табори та інші. Статистичні дані засвідчують, що у 2002 році на території регіону оздоровлювалось 24234 чоловіки.
Найпопулярніші санаторії: «Десна» (с. Ладинка Чернігівського району, «Остреч», (м. Мена), «Пролісок» (с. Лісове Ніжинського району), «Берізка» (с. Сухополова Прилуцького району), ДОК «Казковий» (м. Мена), т/в «Деснянка» (с. Дівиця Куликівського району).
Найбільшу кількість санаторно-курортних послуг на Чернігівщині надає санаторій «Остреч». Він має власну лікувальну торфогрязь, мінеральну воду, камери штучного мікроклімату, кабінет лікувальної фізкультури, фізіотерапевтичні кабінети, водолікарню та інші. Не менш важливими є рекреаційні пункти на автошляхах. Підтримку 72 таких рекреаційних пунктів відпочинку здійснює ДЛГО «Чернігівліс».
Велику значимість в рекреаційній справі мають річкові системи. В Чернігівській області налічується 1570 річок різної довжини. Основними водними артеріями є Дніпро та Десна з найбільшими притоками.
Флора регіону надзвичайно різноманітна. Загальна площа лісового фонду на 01.01.2008 становить 724,0 тис. га.
Територія Чернігівської області має близько 2814,7 тис. га мисливських угідь, закріплених за користувачами. Фауна має велику кількість видів тварин, що позитивно впливає на розвиток рекреаційної сфери.

## Природно-заповідні території
Чернігівщина містить чимало природно-заповідних територій, зокрема фонд Чернігівської області налічує 659 об'єктів загальною площею 253,2 тис. га станом на 1 грудня 2010 року.
До складу природо-заповідного фонду регіону входить 7 категорій об'єктів: регіонально-ландшафтний парк «Міжрічинський», розташований на території Козелецького району, заказники, пам'ятки природи садово-паркового мистецтва, пам'ятки природи, заповідні урочища. З них 21 об'єкт був віднесений до категорії загальнодержавного значення, зокрема Менський зоопарк, дендрологічний парк «Тростянець», Сокиринський парк-пам‘ятка садово-паркового мистецтва, 7 пам‘яток природи та інші.
Також продовжуються роботи зі створення національного природного парку «Дніпровсько-Деснянське міжріччя». Він створюється на базі існуючого регіонально-ландшафтного парку «Міжрічинський».
Загалом природно-заповідний фонд Чернігівщини займає 7,6 % всієї території області. Тобто в Чернігівській області створена велика кількість природно-заповідних територій і об'єктів, які значно сприяють розвитку туристичного потенціалу регіону.

## Історико-культурні ресурси
Важливі події, що відбувалися на території Чернігівщини та пам'ять про них відображається у великій кількості пам'яток історії та культури.
Чернігівська область — давній край, що має унікальні пам'ятки Княжої і Козацької доби, з них понад 200 світового значення.
Є і пам'ятки до монгольського періоду, що мають велику цінність. До них можна віднести Борисоглібський (XII ст.) та Спаський (XI ст.) собор, Антонієві печери та Іллінська церква (XI—XII ст.), Успенський собор (XII ст.), П'ятницька церква (XII ст.) — у Чернігові, Юр'єва божниця в Острі (X ст.). Не меншу цінність складають більш пізні пам'ятки. До них належать Густинський монастир у с. Густиня Прилуцького району, Спасо-Преображенський монастир у Новгороді-Сіверському, собор Різдва Богородиці в Козельці, Єлецький та Троїцько-Іллінський монастирі в Чернігові.
Загалом же на Чернігівщині охороняється і взято на облік більше 2,4 тис. пам'яток історії і монументального мистецтва та 2,3 тис. пам'яток археології. Кожного року цім данні оновлюються, адже ведеться в цьому регіоні постійна дослідницька робота.
Регіон має два Національні заповідники: архітектурно-історичний заповідник «Чернігів стародавній» та історико-культурний заповідник «Качанівка». Крім цього діють два музеї-садиби, чотири заповідники, а саме: Новгород-Сіверський історико-культурний музей-заповідник «Слово о полку Ігоревім», Чернігівський літературно-меморіальний музей-заповідник М. М. Коцюбинського, Сосницький літературно-меморіальний музей О. П. Довженка, Борзнянський художньо-меморіальний музей «Садиба народного художника України О. Саєнка», обласний меморіальний музей-заповідник П. Куліша «Ганнина пустинь», Батуринський державний історико-культурний заповідник «Гетьманська столиця».
Важливе значення для розвитку туристичного потенціалу області мають парки — пам'ятки садово-паркового мистецтва. На Чернігівській області їх налічується 23. Серед них виділяють Сокиринський парк та дендропарк «Тростянець».

## Туристичні об'єкти
Чернігівська область — унікальна територія, де зосереджено багато історико-культурних та природних пам'яток. До них належать Батуринський державний історико-культурний заповідник «Гетьманська столиця», Мезинський Національний природний парк, Національний історико-культурний заповідник «Качанівка», дендропарк «Тростянець», Новгород-Сіверський історико-культурний музей-заповідник «Слово о полку Ігоревім», Сокиринський парк та інші.

### Чернігів
Чернігів — обласний центр Чернігівської області. Місто має багато пам'яток історії і культури. Серед них: пам'ятки архітектури, які входять до ансамблів чернігівського Дитинця, Єлецького та Троїцько-Іллінського монастирів. На Болдиних горах розташовані кургани «Безіменний» і «Гульбище».
В Чернігові діють обласний художній музей, літературно-меморіальний музей-заповідник Михайла Коцюбинського, обласний історичний музей ім. В. Тарновського і Національний архітектурно-історичний заповідник «Чернігів стародавній».

### Батурин
Батурин — гетьманська столиця Лівобережної України та офіційна резиденція гетьманів. В урочищі «Цитадель», у центрі старого Батурина збереглися залишки земляних укріплень — старої фортеці. На території Батурина діє державний історико-культурний заповідник «Гетьманська столиця».

### Мезин
На території Мезина розташована Мізинська стоянка, яка існувала близько двадцяти тисяч років тому. Відома стоянка завдяки знайденим на ній предметам первісного мистецтва, палеолітичним ударним інструментам та інші. На цій території є Мезинський Національний природний парк.

### Качанівка
У Качанівці зберігся палацово-парковий комплекс. Тут діяли відомі меценати Тарновські, що з 1824 стали господарями Качанівки. У селищі діє Національний історико-культурний заповідник «Качанівка».

### Вишеньки
У Вишеньках розташовані Успенська церква, що була збудована в 1782—1787 роках та палац фельдмаршала П. О. Румянцева-Задунайського. Разом ці пам'ятки становлять частину садибно-палацових комплексів, що створені тут та у Черешеньках з нагоди приїзду Катерини II у 1787 році.

### Сокиринці
Палац і парк, які пов'язані з відомою родиною Галаганів, є головними туристичними об'єктами в Сокиринцях. В палаці міститься зібрання творів мистецтва, яке започаткував полковник Гнат Галаган: коштовна зброя, старовинні меблі, срібний і порцеляновий посуд, живопис західноєвропейських та вітчизняних авторів.

### Новгород-Сіверський
Новгород-Сіверський — місто з тисячолітньою історією. На його теренах розташовано багато історико-культурних і природних пам'яток. Також це місто активного відпочинку. На його території діє історико-культурний музей-заповідник «Слово о полку Ігоревім». Перлиною Новгород-Сіверського вважається Спасо-Преображенський монастир.

### Ніжин
Ніжин — одне з міст України, яке зацікавлює туристів своїми історико-культурними набутками. Місто на Острі має 14 церков, а також Ніжинський ліцей вищих наук, що прославляє Ніжин протягом 200 років. Тут діє Ніжинський музей поштової станції та першої на Лівобережжі аптеки. Щороку у місті 14 жовтня відбувається Покровський ярмарок.

### Тростянець
Тростянецький дендропарк є одним із найбільших і найкращих в Україні. Його територія складає 204,7 га. Історія створення дендропарку пов'язана з Іваном Скоропадським. Дендропарк має багату і різноманітну флору.